# O. Winston Link Museum

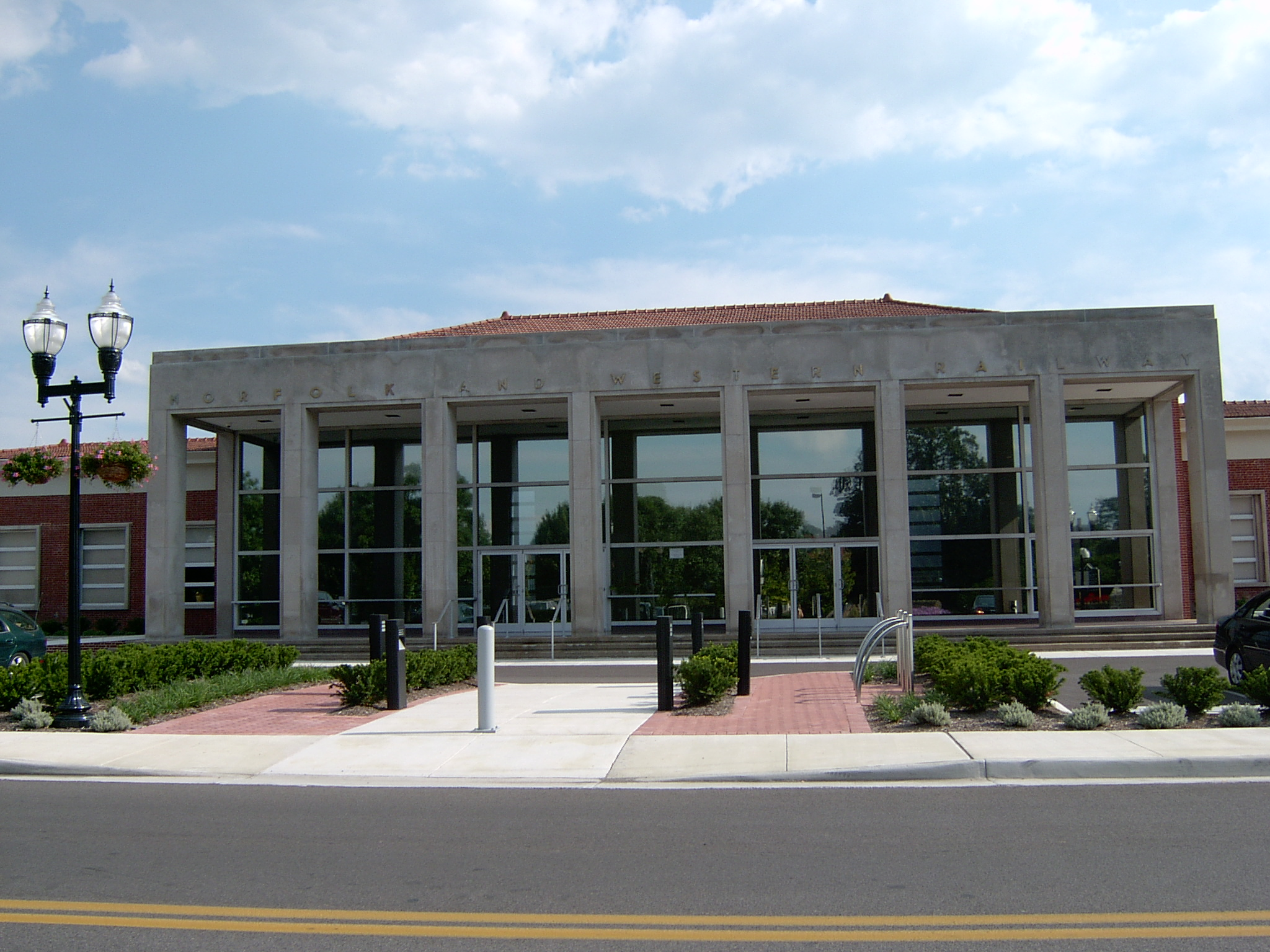
Norfolk & Western Railway Bahnhof Roanoke, Virginia

Das O. Winston Link Museum ist der Fotografie von Ogle Winston Link (1914–2001) gewidmet, einem Eisenbahnfotografen in den USA. Er ist vor allem für seine Fotografien von Dampflokomotiven vor allem der Norfolk and Western Railway aus den 1950er Jahren bekannt, die bei Nacht aufgenommen und von zahlreichen Blitzlichtern beleuchtet wurden. Er plante sorgfältig die Beleuchtung und die Inszenierung dieser Fotos und platzierte in vielen Fällen menschliche Motive. Er dokumentierte damit die letzten Betriebsjahre von Dampflokomotiven in den USA.
Das Museum befindet sich in der Innenstadt von Roanoke, Virginia, in einem restaurierten Personenbahnhof der Norfolk and Western Railway, die inzwischen zur Norfolk Southern Railway gehört, und wurde im Januar 2004 eröffnet. Das Gebäude ist Teil des Norfolk and Western Railway Company Historic District.
Es zeigt derzeit Hunderte von fotografischen Abzügen und verfügt über mehrere interaktive Darstellungen, die Informationen über Links fotografische Themen liefern. Außerdem sind einige der Geräte, die Link für die Erstellung seiner Nachtaufnahmen verwendete, und seine Dunkelkammer ausgestellt.